# Der lange Marsch

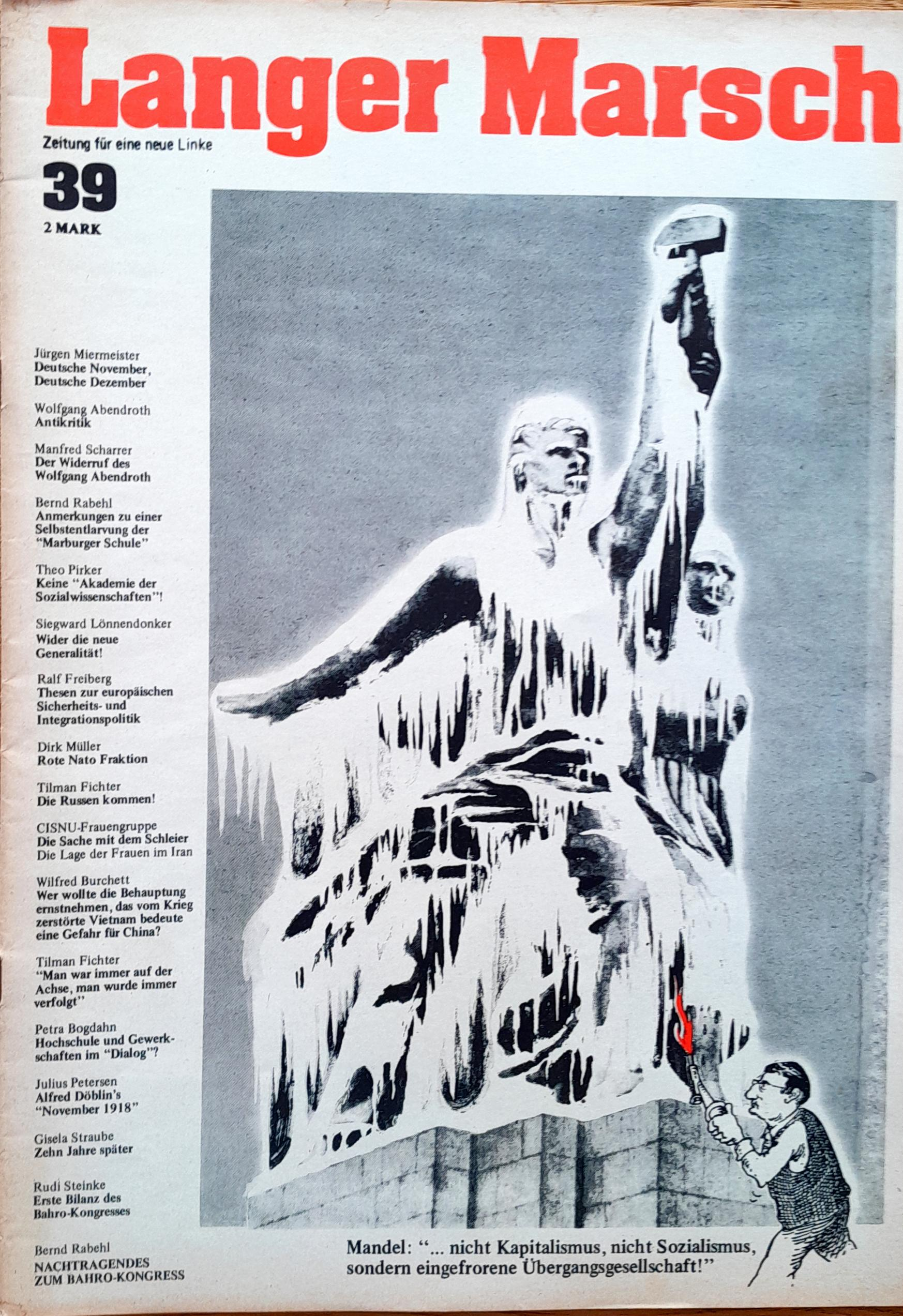
Langer Marsch vom 8. Dezember 1978

Der lange Marsch war der Name einer Publikation, die den Untertitel Zeitung für eine neue Linke trug. Die Zeitung erschien von 1972 bis 1977 im Zuckererbsen-Verlag in 30 Ausgaben und hatte eine Auflage von 4000 Exemplaren. Verantwortlicher Redakteur war C.R. Lamsche, Beiträge wurden unter anderen von Wolf Biermann, Heinz Brandt, Peter Brückner, Rudi Dutschke, Ossip K. Flechtheim, Erich Fried, Helmut Gollwitzer, Wolf-Dieter Narr, Theo Pirker, Thorwald Proll, Bernd Rabehl, Otto Schily, Günter Wallraff und Peter-Paul Zahl geschrieben.
Bis 1977/78 erschien eine Nachfolgepublikation mit 17 Ausgaben, sie hatte den Titel Neuer langer Marsch und den Untertitel Zeitung für eine neue Linke – Der lange Marsch geht weiter. Laut Zeitschriftendatenbank erschienen dann bis 1980 noch Ausgaben unter dem Titel Langer Marsch. Beide Nachfolgepublikationen erschienen ebenfalls im Zuckererbsen-Verlag.